# 苏里南畜牧业
苏里南密布的森林资源和内陆地区的热带草原是极为理想的发展畜牧业的区域，但由于苏里南通往内地的交通不便，且人口稀少且多为土著，该国的畜牧业主要仍然分布在沿海地区。苏里南以饲养牛和猪为主，饲养场普遍规模较小，牛的品种一般，一般在农业生产用做挽畜。苏里南另饲养有数量不多的山羊、绵羊、鸡、鸭。

## 规模
自苏里南1995年以来，苏里南的畜牧业始终处于缓慢而稳定的发展趋势。以养牛为例，1975年苏里南独立时存栏2.6万头，至1984年达到5.3万头，九年增长了约一倍，1995年又较9年前增长了一倍达到10.2万头。2000年以来，牛的存栏数分别为13万（2000年）、13.5万（2001年）、13.6万（2002年）、13.7万（2003年）、13.7万（2004年），尚不能满足苏国内部的需求。中华人民共和国农业部在2008年9月曾选派兽医钟碧峰赴苏里南参加南南合作计划。钟碧峰在苏里南对当地猪农进行培训，协助苏里南农业部建立了猪身份注册、识别可追溯监管体系和猪生物安全管理体系。
| 品种       | 单位       | 2001年 | 2002年  | 2003年 | 2004年 |
| ---------- | ---------- | ------ | ------- | ------ | ------ |
| 猪         | 存栏（只） | 23130  | 24825   | 22605  | 24500  |
| 绵羊       | 存栏（只） | 7500   | 7600    | 7700   | 7700   |
| 山羊       | 存栏（只） | 7341   | 7035    | 6930   | 7100   |
| 鸡         | 存栏（只） | 41.2万 | 42.49万 | 42万   | 38万   |
| 数据来源： |            |        |         |        |        |

在农产品方面，苏里南政府引进荷尔斯泰因牛和圣赫特鲁迪牛杂交，并依据苏里南铝公司的倡议，在蒙戈建造了一座牛奶厂。
| 品种       | 单位 | 2001年 | 2002年 | 2003年 | 2004年 |
| ---------- | ---- | ------ | ------ | ------ | ------ |
| 鸡蛋       | 吨   | 缺     | 3000   | 缺     | 缺     |
| 牛肉       | 吨   | 2000   | 2000+  | 缺     | 缺     |
| 牛奶       | 吨   | 1.3万  | 0.9万  | 缺     | 缺     |
| 数据来源： |      |        |        |        |        |